# Hymetta kansasensis
Hymetta kansasensis är en insektsart som beskrevs av Fairbairn 1928. Hymetta kansasensis ingår i släktet Hymetta och familjen dvärgstritar. Inga underarter finns listade i Catalogue of Life.